# Friedrich Schiller (vonat)
A Friedrich Schiller egy belföldi Intercity járat volt Németországban, amely kezdetben Düsseldorfot és Stuttgartot kötötte össze. A vonatot Friedrich Schiller filozófusról és drámaíróról nevezték el.

## Története

### Trans Europ Express
1971-ben a Deutsche Bundesbahn elindította az első osztályú, a TEE kritériumainak megfelelő InterCity járatok belföldi hálózatát, de a TEE-nél gyakoribb, napi egy vonat helyett óránként egy vonat rendszerességgel. 1972. október 1-jén a Friedrich Schiller nevű járat is csatlakozott ehhez a hálózathoz, amely kezdetben Stuttgart és Düsseldorf között közlekedett. Az útvonalat észak felé Dortmundig meghosszabbították 1975. június 1-jén. Az 1970-es években javaslatot tettek a másodosztályú kocsik bevezetésére is az Intercity járatokon, és néhány útvonalon ki is próbálták, ezt az IC79 projektnek nevezték el. Az egyik ilyen "másodosztályú tesztet" 1977 nyarán hajtották végre a Friedrich Schillerrel. Az útvonalat 1978 nyarán meghosszabbították északra Hamburg felé. Az IC79 projektet 1979. május 28-án indították el, de a Friedrich Schillert maradt csak első osztályú kocsikat továbbító járat és a TEE osztályba sorolták, hogy megkülönböztessék a két kocsiosztályú InterCityktől. Három év TEE szolgálat után a a TEE Friedrich Schillert megszüntették és helyettesítették más Intercity járatokkal.
Menetrend 1980 és 1981 között:
| TEE 17 | Ország      | Állomás    | km  | TEE 16 |
| ------ | ----------- | ---------- | --- | ------ |
| 14:33  | Németország | Dortmund   | 0   | 11:22  |
| 14:53  | Németország | Essen      | 34  | 11:01  |
| 15:06  | Németország | Duisburg   | 54  | 10:47  |
| 15:19  | Németország | Düsseldorf | 77  | 10:32  |
| 15:44  | Németország | Keulen     | 117 | 10:06  |
| 16:03  | Németország | Bonn       | 151 | 09:42  |
| 16:36  | Németország | Koblenz    | 210 | 09:11  |
| 17:28  | Németország | Mainz      | 302 | 08:20  |
| 17:48  | Németország | Darmstadt  | 335 | 07:59  |
| 18:18  | Németország | Heidelberg | 394 | 07:30  |
| 19:30  | Németország | Stuttgart  | 506 | 06:20  |

### Újraindulás
1985. június 2-án Friedrich Schiller visszatért a menetrendbe, München és Dortmund között 1991. június 1-jéig közlekedett, mint InterCity. 1991. június 2. és 1993. május 22. között a Friedrich Schiller visszatért az eredeti útvonalára és 1993. május 23-tól a 2001. június 9-i visszavonásig ismét München és Dortmund között közlekedett.